# Cachoeira de Minas
Cachoeira de Minas är en kommun i Brasilien.   Den ligger i delstaten Minas Gerais, i den sydöstra delen av landet, 800 km söder om huvudstaden Brasília. Antalet invånare är 11 034.
Omgivningarna runt Cachoeira de Minas är huvudsakligen savann. Runt Cachoeira de Minas är det ganska tätbefolkat, med 52 invånare per kvadratkilometer.